# Nguyễn Quang Thiều
Dans ce nom, le nom de famille, Nguyễn, précède le nom personnel.
Nguyễn Quang Thiều est un écrivain vietnamien né à Ha Dong en 1957. Il intégra l'université de Hanoï en 1975 et étudia l'anglais et l'espagnol à Cuba entre 1984 et 1989. Il vit aujourd'hui à Hà Đông.

## Œuvres
- La Petite Marchande de vermicelles, recueil de huit nouvelles ;
- La Fille du fleuve